# Aeronectris
Aeronectris é um gênero de traça pertencente à família Agonoxenidae.